# شعار هايتي
قُدم شعار هايتي أول مرة في 1807، وظهرت الصيغة الحالية له في 1986.
يُظهر الشعار ستة أعلام معلقة للبلد، ثلاثة على كلا الجانبين، ويتوسطها شجرة نخيل، وعلى الجانبين مدفعين على عشب أخضر. وأعلى شجرة النخيل قبعة فريجية ترمز إلى الحرية.

## معرض صور

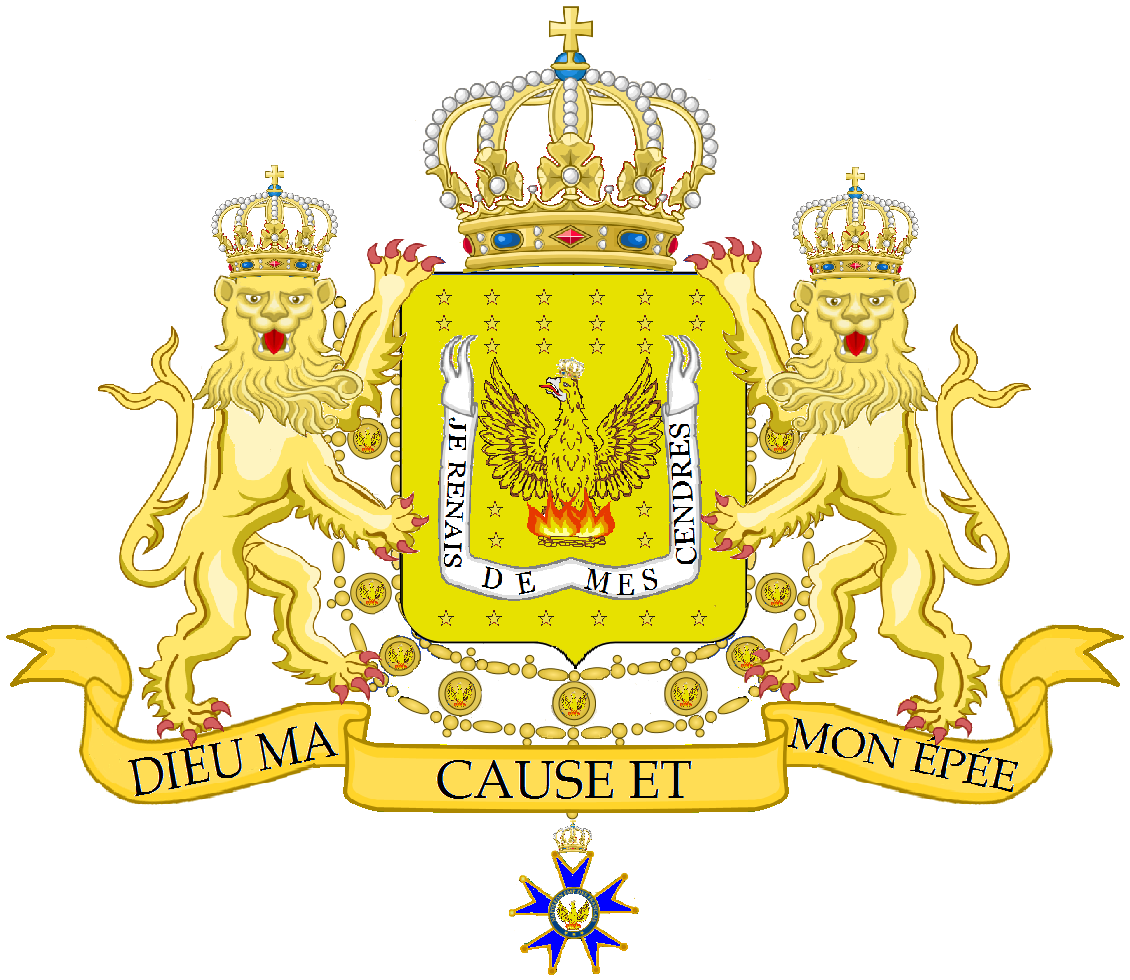